# Kitin
A kitin (C8H13O5N)n

A kitin molekulaszerkezete: az ismétlődő N-acetilglükózamin alegységek béta-1,4 kötéssel hosszú láncokat alkotnak

egy hosszú polimer láncmolekula, melyet N-acetilglükózamin molekulák alkotnak és a természetben sok helyen előfordul. A poliszacharidok közé tartozik. Nevét a görög khitón (χιτών = ruha, takaró) szóból kapta.
A gombák sejtfalának fő komponense, valamint az ízeltlábúak (rákok, rovarok) külső vázának alkotója is. A rákok és a rovarok páncélanyagában található kitin könnyen elkülöníthető, mert a kitin kémiailag nagyon ellenálló. Vízben, híg savakban és lúgokban oldhatatlan. Csak tömény savval való melegítés hatására hidrolizál. Hidrolízisekor először N-acetil-
d-glükózamin, majd 
d-glükóz és ecetsav képződik. Szerkezete a cellulózéval analóg, az N-acetil-
d-glükózamin egységek között β (1→4) kötések találhatók.
A kitint számos orvosi és ipari területen felhasználják.

## A kitin mint nyersanyag
Míg Japánban évi 300 tonna kitinből készítenek töltőanyagot az ivóvizet tisztító berendezések céljára, a világ többi országában kitinből alig készül valami. Igaz, a kitin csak nagy energiafordítással dolgozható fel, mégis sok szakember szerint az így kapott anyagok a termelési költségeiknél jóval drágábban értékesíthetők.
Az orvostudomány szerint a kitin vegyileg módosított formájával, kitozánnal égési sebek kezelhetők. Több kísérlet tanúsága szerint nagy felületű égési sebeket eredményesen gyógyíthatunk kitozán-acetát-filmmel. A vízben oldódó film átereszti az oxigént, s felszívja a sebfolyadékot. Majd a filmet a seb lizozim nevű enzimje lassanként lebontja. Más kísérletek azt mutatták, hogy a kitozán gátolja a baktériumok szaporodását és a bőrgombák fejlődését. S talán készíthetnek belőle véralvasztót is.
Botanikusok szerint a kitozánt növényvédő szerként szintén alkalmazhatnák, lévén, hogy a haszonnövényeket megóvja a gombafertőzésektől. Noha ennek még nem ismerik a pontos mechanizmusát, azt máris megállapították, hogy vele a borsónövények megvédhetők a gombafertőzésektől. Annak a lencsének és azoknak a búzafajtáknak, amelyeknek a magjait kitozánnal kezelték, 10–30 százalékkal lesz több a terméshozamuk.
Japán kutatók azt állapították meg, hogy a talajba kevert kitozánnal javítható a mezőgazdaságilag hasznosított homoktalajok vízháztartása. A kitozán és származékai, noha nincs bennük fehérje, a takarmányhoz is adagolhatók. Azok a csibék és borjak, amelyeknek a takarmányába egy kevés kitozánt kevertek, könnyen lebontják a tejcukrot. Ez módot ad arra, hogy ezeket az állatokat a sajtkészítő üzemekben keletkező tejsavóval etessék.